# ماساكازو ناكاي
ماساكازو ناكاي (باليابانية: 中井正一؛ بالكانا: なかい まさかず) هو أمين مكتبة وفيلسوف وسياسي ياباني، ولد في 14 فبراير 1900 في هيروشيما في اليابان، وتوفي في 18 مايو 1952.